# Jean-Baptiste Prévost du Quesnel
Pour les articles homonymes, voir Quesnel.
Jean-Baptiste Louis Prévost du Quesnel (parfois orthographié Le Prévost Duquesnel), né vers 1685 et décédé le 9 octobre 1744 à Louisbourg, île Royale (île du Cap-Breton), en Nouvelle-France, est un militaire et administrateur colonial français des XVIIe et XVIIIe siècles. Il est le commandant de l'Île Royale (1740-1744).

## Biographie
Il épouse Marguerite Girault du Poyet à la Martinique dans les années 1730 de Robert Giraud du Poyet, il a avec elle deux filles et un fils.

### Carrière dans la Marine royale
Officier de marine de carrière, il prend part à la bataille de Málaga (1704) au large de l'Espagne. En poste sur le vaisseau amiral français, il est grièvement blessé et perd sa jambe gauche. En 1708, il est nommé capitaine de brûlot. En 1731, il est promu  au grade de capitaine de vaisseau. Puis, en 1737, après avoir servi six ans comme second sur l’Achille dans les eaux du nord de l’Europe, il reçoit son premier commandement comme capitaine du Jason. Aux commandes de ce navire, il est chargé d’effectuer le transport d'approvisionnements à Québec et de protéger les terre-neuvas.

### Commandant de l'île Royale

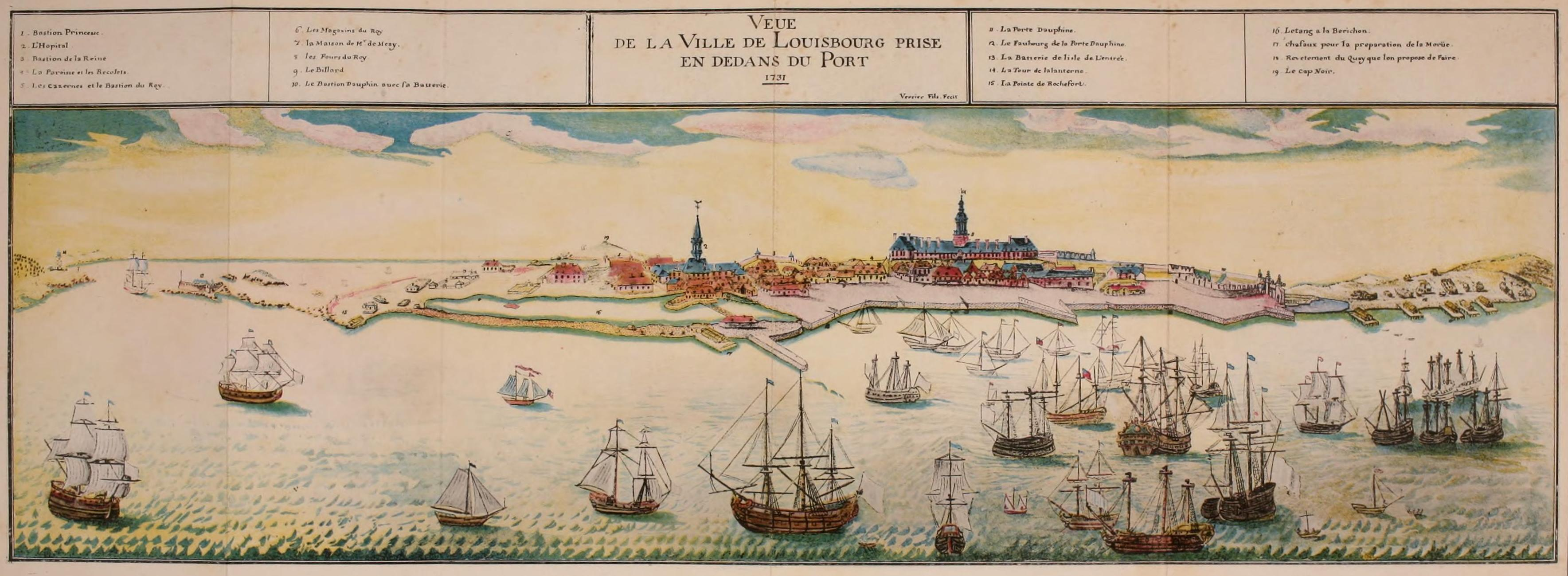
La forteresse de Louisbourg dont Jean-Baptiste Prévost du Quesnel prend le commandement en 1740.

Le 1er septembre 1740, il est nommé commandant de l’île Royale, avec toutes les prérogatives d’un gouverneur, mais il n’en reçoit pas le titre officiellement.
Ravi de cette promotion, il obtient une avance de 5 000 livres pour s'installer à Louisbourg. Mais, son enthousiasme ne sera que de courte durée. En effet, le petit établissement français qu'il découvre à son arrivée, le 3 novembre 1740, est mal défendu. Sa garnison manque de soldats et d’équipement, et elle est affaiblie par l’indiscipline et l’alcoolisme. Il est rapidement confronté aux mêmes problèmes que son prédécesseur, Isaac-Louis de Forant. Au fil des années, ses officiers avaient développé une grande autonomie, qui mettait en péril le bien-être de la colonie. 
Bien qu'il jugea les fortifications de Louisbourg en bon état, Du Quesnel n’en était pas entièrement satisfait. Il entreprend de modifier le demi-bastion Princesse et à la batterie Royale, mais ces travaux seront non seulement coûteux mais inutiles, d'autant plus qu'il ne seront jamais achevés. De plus, le projet qu'il avait consistant à neutraliser le terrain élevé situé à l’extérieur des murs de la forteresse ne sera jamais approuvés en raison de son coût. Du Quesnel doit également faire face aux problèmes d’approvisionnement de la garnison, notamment pendant l’hiver 1742. Cependant, il parvient à bien collaborer avec le commissaire ordonnateur, François Bigot, qui est un administrateur de talent.

### La guerre avec l'Angleterre
Les instructions qu'avaient reçues Du Quesnel lui demandaient de veiller à la sécurité de la colonie dans la perspective d’une guerre avec l’Angleterre, mais il était également encouragé à préparer l’offensive. Il prépare ses troupes à partir des plans élaborés par ses prédécesseurs en vue d’une attaque éventuelle contre Annapolis Royal (Nouvelle-Écosse) et Plaisance, et lorsque la guerre est déclarée le 18 mars 1744, il passe immédiatement à l’offensive, malgré le manque de troupes et d'artillerie dont il s'était plaint. 
Son premier objectif est le petit fort anglais de l’île de Canso (Nouvelle-Écosse) qui, après une faible résistance, se rend à François du Pont Duvivier, le 24 mai 1744. Enhardi par cette victoire, Du Quesnel projette de faire marcher sa garnison  sur Annapolis Royal, un établissement bien plus important. Il met son plan à exécution, à la mi-juillet, et envoie une compagnie de 50 hommes, toujours sous les ordres de Duvivier. Selon ses plans, les navires attendus de France iraient appuyer l’attaque; cependant, lorsque l’Ardent accoste au mois d'août 1744, son capitaine, Jérémie de Meschin, hésite à s’engager dans des eaux inconnues aussi tard dans la saison. Au même moment, il reçoit de France des instructions lui demandant de soumettre ses plans avant d’entreprendre toute attaque. Malgré cela, encouragé par ses succès antérieurs, le gouverneur choisi d'ignorer ces instructions et entreprend d’équiper deux navires privés pour son expédition. 
Il décède le 9 octobre 1744 à Louisbourg. Il ne vit donc pas les deux navires qu'il avait armés partir en expédition, mais cette dernière échoua.

## Jugement posthume
Du Quesnel sera accusé après sa mort d’être en grande partie responsable de la prise de Louisbourg par les Anglais en 1745, en raison des expéditions qu'il avait ordonnées en 1744. Cependant, cette accusation doit être contrebalancée par la grande fermeté dont il faisait preuve en tant que gouverneur. Cette fermeté aurait certainement empêché la mutinerie qui éclata deux mois après sa mort, et il semble que, durant le siège de l’année suivante, sa détermination aurait été plus utile à la colonie que l’indécision du gouverneur par intérim, Louis Dupont du Chambon.

## Note
1. ↑   Moins d’un an après son arrivée, il demande à être muté au premier poste de gouverneur vacant

## Source et bibliographie
- Prévost du Quesnel sur biographi.ca
- Georges Lacour-Gayet, La Marine militaire de la France sous le règne de Louis XV, Honoré Champion éditeur, 1902, édition revue et augmentée en 1910 (lire en ligne)
- Michel Vergé-Franceschi, La Marine française au XVIIIe siècle : guerres, administration, exploration, Paris, SEDES, coll. « Regards sur l'histoire », 1996, 451 p. (ISBN 2-7181-9503-7)
- Michel Vergé-Franceschi (dir.), Dictionnaire d'histoire maritime, Paris, éditions Robert Laffont, coll. « Bouquins », 2002, 1508 p. (ISBN 2-221-08751-8 et 2-221-09744-0, BNF 38825325)